# Гантман Мойсей Файбович
Мойсей Файбович (Михайло Федорович) Га́нтман (5 грудня 1922, Дукора — 9 серпня 2010) — український радянський художник кіно і живописець; член Спілки радянських художників України з 1961 року.

## Біографія
Народився 5 грудня 1922 року в селі Дукорі (нині Пуховицький район Мінської області, Білорусь). Протягом 1938—1941 років навчався у Вітебському художньому училищі.
Брав участь у німецько-радянській війні з листопада 1941 року, учасник битви за Москву. У серпні 1942 року був важко поранений і евакуйований до Алмати. Нагороджений медаллю «За відвагу» (6 серпня 1946), орденом Вітчизняної війни I ступеня (6 квітня 1985).
Протягом 1943—1949 років продовжив освіту у Всесоюзному інституті кінематографії, де навчався у Федора Богородського, Петра Котова. Дипломна робота — ескізи декорацій і розкадровка до кінофільму «Костянтин Заслонов» (керівник Йосип Шпинель).
Протягом 1949—1963 років працював художником-постановником фільмів на Київській кіностудії художніх фільмів імені Олександра Довженка; у 1964—1986 роках — художником Творчо-виробничого об'єднання «Художник». Мешкав у Києві в будинку на вулиці Ружинській, № 20/54, квартира № 48 та у будинку на вулиці Драйзера, № 10, квартира № 260. У кінці 1980-х років, після невдалої операції, втратив можливість пересуватися. Помер 9 серпня 2010 року.

## Творчість
Працював у галузях кінодекораційного мистецтва та станкового живопису. Створював пейзажі, натюрморти, тематичні картини. Сеоед робіт:
живопис
- «Зимовий пейзаж» (1965);
- «Літній день» (1965);
- «Осінь» (1965);
- «Осінні берези» (1968);
- «Зруйноване село» (1969);
- «Літні квіти» (1969);
- «Збір урожаю» (1969);
- «Тараса Шевченко за роботою» (1970);
- «Осінній туман» (1986).

на Кіностудії імені Олександра Довженка оформив стрічки
- «Тарас Шевченко» (1951);
- «Земля» (1954, разом з Вульфом Аграновим);
- «Одного чудового дня» (1955);
- «Народжені бурею» (1957, разом з Віктором Мигульком);
- «Наталія Ужвій» (1957);
- «Троянда» (1958);
- «Блакитна стріла» (1958);
- «Якщо кохаєш» (1959);
- «Макар Діброва» (1960);
- «Українська рапсодія» (1961);
- «Максим Рильський» (1961).

Виконав низку кіноплакатів.
Брав участь у республіканських виставках з 1954 року, всесоюзних — з 1955 року, зарубіжних — з 1957 року (зокрема його ескізи оформлення до кінофільмів експонувалися у 1958 році в Берліні).